# Diversidad sexual en Kazajistán
Las personas del colectivo LGBT+ en Kazajistán se enfrentan a ciertos desafíos legales y sociales no experimentados por otros residentes. Las relaciones sexuales consensuales entre personas del mismo sexo fueron despenalizadas en 1998, sin embargo, la diversidad sexual aun es un tema tabú en la sociedad kazaja, la cual es mayormente conservadora, por lo tanto, aun persiste la violencia, la discriminación y la persecución de las personas LGBT+ en el país.

## Legislación y derechos

Bandera de la comunidad LGBT de Kazajistán

### Despenalización de la homosexualidad
Al independizarse de la URSS, el Código Penal de Kazajistán de 1997 (en vigor en 1998), suprimió las disposiciones anteriores que penalizaban las relaciones sexuales consensuales entre personas del mismo sexo. La edad de consentimiento sexual en Kazajistán es de 16 años, sin importar la orientación sexual.

### Reconocimiento de las parejas del mismo sexo
No existe ningún tipo de reconocimiento hacia las parejas formadas por personas del mismo sexo en forma de matrimonio o de unión civil en Kazajistán, por ende, el Estado kazajo tampoco reconoce a la familia homoparental. En Kazajistán no están prohibidas constitucionalmente las uniones civiles o el matrimonio entre personas del mismo sexo.

### Leyes y medidas antidiscriminación
Kazajistán, al igual que todos los países de Asia Central, no posee ningún tipo de legislación, norma, medida o artículo en el código penal que prohíba la discriminación por motivos de orientación sexual o identidad y expresión de género en áreas como en el acceso al empleo, la educación, los servicios de salud, el acceso a la justicia, la vivienda o el acceso a lugares y/o establecimientos tanto públicos o privados, entre otros.

### Leyes y medidas restrictivas

#### Restricciones a la libertad de expresión
El 19 de febrero de 2015, el Parlamento de Kazajistán adoptó dos leyes: (1) la ley "Sobre la protección de los niños contra información perjudicial para su salud y desarrollo" (2015) y (2) la ley "Sobre enmiendas y adiciones a determinadas leyes leyes sobre la protección de los niños frente a la información" (2015) y las presentó al Presidente para su firma el 28 de febrero de 2015. Si se hubieran promulgado, estas leyes habrían prohibido la "propaganda de las relaciones sexuales no tradicionales". Sin embargo, el 18 de mayo de 2015, el Consejo Constitucional dictaminó que ambas leyes eran incompatibles con la Constitución y no podían firmarse ni aplicarse.
En julio de 2018, las autoridades aprobaron la Ley de protección de los niños contra la información perjudicial para su salud y desarrollo (Ley No.169-VI) (2018), similar a la ley rusa de "propaganda". Sin embargo, la versión final de la ley no incluía ninguna mención a la orientación sexual o la identidad de género. Sin embargo, para implementar esta ley, el Ministerio de Información y Comunicaciones redactó dos estatutos, titulados "Instrucción sobre la clasificación de productos informativos" y "Metodología para definir productos informativos para niños que sea nocivos para su salud y desarrollo" (2018) que se promulgarían mediante una resolución ministerial. Los estatutos caracterizaban la homosexualidad como una "perversión" y proponían restringir la difusión de información relacionada con temas LGBT a personas menores de 18 años, y habrían prohibido el acceso a dicha información a través de varias plataformas, incluidos los medios impresos, Internet y las redes sociales. Estos borradores fueron abandonados gracias a una campaña de incidencia coordinada.
El 30 de julio de 2019, el Tribunal Supremo de Kazajistán dictó que un usuario de Facebook había violado los derechos de privacidad de dos mujeres después de publicar, sin su consentimiento, un vídeo de ambas besándose para provocar reacciones hostiles de otros usuarios. Este fallo invalidó la decisión de un tribunal inferior que justificaba la humillación pública porque lo que se mostraba en el vídeo iba en contra de los “fundamentos morales de la sociedad”.
En abril de 2023, se presentó en el Parlamento una iniciativa para prohibir la "propaganda LGBT", y un parlamentario pidió "abordar urgentemente la educación" de los jóvenes y tomar "medidas preventivas" antes de que "la situación empeore". Ese mismo mes, la Administración Espiritual Islámica de Kazajstán (DUMK) publicó una fatwa en la que el muftía instaba al público a "abstenerse de la obscenidad", afirmando que "con el pretexto de defender los derechos de las mujeres, las relaciones obscenas y degeneradas entre personas del mismo sexo estaban siendo promovidas".
En enero de 2024, el Ministerio de Cultura e Información bloqueó "SelfTanu", el primer y único sitio web de educación LGBTQ diseñado para adolescentes, citando violaciones de las leyes relativas a los medios de comunicación, los derechos de los niños y la protección contra información perjudicial para su salud y desarrollo. Al día siguiente, activistas locales convocaron una conferencia de prensa en línea para abordar la "censura" de SelfTanu y su posible exacerbación de los desafíos que enfrentan las personas LGBTQ dentro del país.

#### Restricciones a la libertad de asociación
El artículo 5 de la Ley de Reuniones Públicas (1996) establece que no se permite la formación y el funcionamiento de asociaciones públicas que infrinjan la salud o los principios morales de los ciudadanos, así como la actividad de asociaciones públicas no registradas. 
Feminita, un colectivo feminista queer, ha sido rechazado en múltiples ocasiones desde 2015, supuestamente por su enfoque en los derechos LGBT. El más reciente de estos rechazos tuvo lugar en septiembre de 2019. Según un informe de Amnistía Internacional, no hay ninguna organización que trabaje temas de diversidad que esté registrada y en funcionamiento.
En diciembre de 2021, un diputado solicitó al Gobierno el cierre de dos bares asociados a la comunidad LGBTI en Almaty por "difamar a la nación".
ILGA-Europa informó que el 21 de septiembre de 2023, el Comité de Recaudación Estatal del Ministerio de Finanzas publicó un "registro de financiación extranjera" de conformidad con las enmiendas a la ley tributaria de 2012, que recopila información sobre organizaciones y personas que reciben fondos extranjeros para investigación, asistencia legal, y otros trabajos. Tras su publicación, organizaciones de la sociedad civil, tanto dentro de Kazajstán como a nivel internacional, abogaron por la retirada inmediata del registro, citando preocupaciones sobre la inclusión de numerosos grupos involucrados en la defensa de los derechos LGBTQI, así como de periodistas y blogueros. Posteriormente, las ONG se habrían enfrentaron a un mayor escrutinio y mayores obligaciones de presentación de informes, incluso por parte de instituciones financieras, a los pocos días de la publicación del registro.

### Leyes sobre crímenes de odio e incitación al odio
En la actualidad, el Código Penal kazajo no criminaliza de ninguna forma las amenazas, los crímenes de odio o la incitación al odio si estos fuesen motivados por la orientación sexual o la identidad y expresión de género, de igual forma, tampoco se criminaliza el discurso de odio.

### Identidad de género
Desde 2003, la personas transgénero pueden cambiar legalmente de sexo en sus documentos oficiales de identidad en Kazajistán. Las personas que querían realizar un cambio de género tenían que recibir un diagnóstico de "desorden de identidad del género" que implicaba varios exámenes médicos y una evaluación psiquiátrica de 30 días. En 2011, se establecieron nuevas pautas y permitieron cambiar los documentos solo después de la cirugía de reasignación de sexo, exámenes médicos y psiquiátricos, terapia de hormona y esterilización. Además, las personas menores de 21 no pueden realizar cambio de sexo en sus documentos oficiales de identidad.

## Condiciones sociales

### Violencia contra la comunidad LGBT+

Bandera LGBT de Kazajistán

Las comunidades LGBT sufren constantes prejuicios y discriminaciones por su orientación sexual a lo largo de sus vidas cotidianas. La manifestaciones negativas hacia las comunidades LGBT, como la exclusión social, las burlas y la violencia, a menudo causan daños físicos, psicológicos y emocionales a las víctimas. Para evitar los peligros planteados por sectores homofóbicos, muchas personas LGBT tienden a mantener en secreto su condición sexual para gran parte de la sociedad, incluyendo en algunos casos, hasta de sus propios familiares. La mayoría considera que deben de ocultar su orientación sexual en el mundo laboral, tanto para preservarlo como para evitar la hostilidad de sus jefes y compañeros de trabajo. Los intentos de denunciar violencia homofóbica y transfóbica a la policía, se topan con la resistencia de estos, e incluso la hostilidad por parte de los agentes de la ley.
Un estudio internacional realizado por la Universidad de Chicago, ha demostrado que el proceso de aceptar a las comunidades LGBT, se ralentiza o se revierte tanto en Rusia como en las ex-repúblicas de la Unión Soviética, un hecho opuesto a las tendencias mundiales.

### Opinión pública
En mayo de 2015, GayRomeo, una red social LGBT, publicó su primer Índice de Felicidad Gay (IFG). Personas homosexuales de 120 países fueron consultado sobre como la sociedad de sus países ven a los homosexuales, cómo   experimentan la forma en que son tratadas por otras personas y qué tan satisfechos están con sus vidas. Kazajistán se posicionó en el puesto 118.º, justo por encima de Ghana y debajo de Burkina Faso, con un IFG de 29 puntos.